# قناديل البحر (غذاء)
بعض من توابل قنديل البحر مناسبة لللإستهلاك البشري وتستخدم كمصدر للغذاء وأيضا في مكونات بعض الاطباق قناديل البحر الصالحه للاكل هي من الماكولات البحرية تجلب وتستهلك في بلدان شرق وجنوب شرق اسيا، وفي بعض البلدان الاسيويه يعتر من الطعام الطيب الشهي. وبعض قناديل البحر الصالحه للاكل تحول إلى منتجات جافه.
الكثير من أنواع الطعام والاطباق قد تكون محضره مع قناديل البحر الصالحة للاكل، وتشمل السلطات، السوشي ، المعكرونة والاطباق الرئيسية.
في الصين، بعض أنواع التوابل قناديل البحر في الجذفم التي يتم جلبها من المناطق الساحليه كمنشط جنسي أوكمصدر للغذاء والمكونات في الماكولات الصينية لأكثر من 1700عام. قنديل البحر المدفع وقنديل البحر الازرق من القناديل الصالحة للاكل . عندما تكون قناديل البحر على قيد الحياة تكون سامه قد تسبب امراض للقلب. الربلم المأكول الربلم خشن الأوبار هما قناديل البحر الصالحة للاكل. وهما الأكثر شيوعا في الصين واليابان وكوريا. أنواع أخرى من قناديل البحر الصالحة للاكل مثل هلام البحر العادي، صُنع البحر الياباني، نوموري معروف. قناديل ابحر الجاهزه للاستخدام المحلي لا يحتوي على سعرات حراريه كثيره ولا يحتوي على أي دهون تقريبا، وحوالي 5% بروتين 95% ماء. ليس لديهم الكثير من النكهات، ويمكن استخدامهم لاضافه ملمس اضافي وطعم لذيذ في الفم في مختلف الاطباق. في بعض بلدان اسيا يرتبط قنديل البحر بتخفيف الام العظام والعضلات.

## الإنتاج
في 2001، قدر محصول العالمي السنوي لقناديل البحر الصالحة للاكل بحوالي 321000 طن متري.من ابرز الدول المساهمة في إنتاج قنديل البحر الصالحة للاكل بورما والصين واندونيسيا وكوريا وماليزيا والفلبين وتايلاند في جنوب شرق آسيا، يمكن حصاد أنواع قنديل البحر الصالحة للأكل باستخدام شباك مختلفة مثل الشباك العائمة وشبكات المغارف وشبكات التثبيت والشبكات اليدوية والخطافات وشبكات الشاطئ. في عام 2001 ، كان المصيد السنوي المقدر في جنوب شرق آسيا بالوزن الصافي حوالي 169000 طن متري. يمكن أن تختلف كمية قناديل البحر التي يتم صيدها سنويًا في هذه المنطقة بشكل كبير، وموسم الصيد بالنسبة لهم قصير نسبيًا، حيث يتراوح من شهرين إلى أربعة أشهر.

## التصنيع
الطرق التقليديى في تصنيع قناديل البحر وتحويلها إلى منتجات جافه تستغرق وقت طويل جدا يتراوح بين 37و 19 يوم. ومن أشهر التقنيات هي حماية وحفظ قناديل البحر التي تستخدم العلاج بالملح لتحقيق ذلك، لانشاء منتج نهائي جاف صالح للاكل يتم توفير بعض القناديل الصالحه للاكل المصنعه تجاريا في صفائح مجففه.تتضمن عملية إنتاج قنديل البحر المجفف عادة إلى ازالة المخالب قبل التجفيف لان منطقة القبة العلويه للحيوان البحري هي الجزء المستخدم عادة للطهي. تتدهور حالة قنديل البحر بسرعه في درجة جرارة الغرفة، لذا تبداء المعالجة بعد وقت قصير من صيدها.يتم فصل الجرس عن اذرع الفم المتدليه ويتم غسل كلايهما بميها البحر قبل قشطه لازالة الغدد التناسليه والمخاط. عادة تتم عمليه التجفيف عن طريق رش ملح الطعام والشبه، وتصريف المحلول الملحي واعاده العملية. واخيرا، تنكمش قناديل البحر حتى تجف، وتقلب عدة مرات .تستغرق العملية من ثلاثة اسابيع حتى سته اسابيع. وينتج عنها منتج يحتوي حوالي على 65% رطوبه و 20%ماء. يقلل حجر الشب من درجة الحموضة ويعمل على تماسك النسيج بينما يزيل الملح والماء ويمنع التلف الميكروبي. في ماليزيا وتايلاند، يتم إضافة القليل من بيكربونات الصوديوم أثناء المعالجة، مما يسهل الجفاف ويزيد من هشاشة العظام.

## الاستهلاك
يُستهلك قنديل البحر في العديد من دول آسيا وجنوب شرق آسيا. في عام 2001 ، أفيد أن اليابان استوردت سنويًا ما بين 5400 و 10000 طن من قناديل البحر الصالحة للأكل من إندونيسيا وماليزيا وميانمار والفلبين وسنغافورة وتايلاند وفيتنام. يعتبر قنديل البحر المجفف والمخلل من الأطعمة الشهية في العديد من البلدان الآسيوية، بما في ذلك الصين وكوريا وتايوان وفيتنام واليابان. يمكن تحضير قنديل البحر المجفف للأكل عن طريق نقعه في الماء لعدة ساعات لترطيبه ثم سلقه وشطفه وتقطيعه إلى شرائح.

## المخاطر
من المحتمل أن يكون الاستهلاك خطيرًا إذا لم يتم تنظيف الجزء السام وطهيه تمامًا.

## الأطباق
سلطة قنديل البحر، وهي طبق شائع في بعض مناطق آسيا، يمكن تحضيرها باستخدام قنديل البحر المتبل البارد والمقطع إلى شرائح رقيقة. تقدم بعض شركات الطيران الآسيوية سلطة قنديل البحر كجزء من وجباتهم. يستهلك سوشي قنديل البحر في اليابان. في تايلاند، يتم إنتاج نمط مقرمش من المعكرونة باستخدام قنديل البحر. تنتج الشركة اليابانيه تانجو جرسي دايري ايس كريم بالفانيليا وقندل البحر نموري المنقوعة في الحليب. تم وصفه بأنه «قابل للمضغ قليلاً.».